# 0-10-0
Bajo la notación Whyte para la clasificación de locomotoras de vapor, el código 0-10-0 representa una disposición sin ruedas portantes delanteras; con diez ruedas motrices acopladas en cinco ejes; y sin ruedas portantes traseras. En el Reino Unido, este tipo se conoce como  decapod (decápodo), un nombre que se aplicó a las máquinas 2-10-0 en los Estados Unidos, donde también se conocieron como ten-coupled (diez acopladas).

## Descripción general
La falta de ruedas delanteras y traseras hace que esta disposición sea inestable a gran velocidad, y es un tipo que generalmente se limita a trabajos de velocidad bastante baja, como cambios (maniobras), recorridos de transferencia, arrastre de carga a baja velocidad o a la circulación en terrenos montañosos.
La Clase E rusa 0-10-0 fue la clase de locomotora más numerosa del mundo, con alrededor de 11.000 unidades fabricadas.[cita requerida]

## Uso
Austria

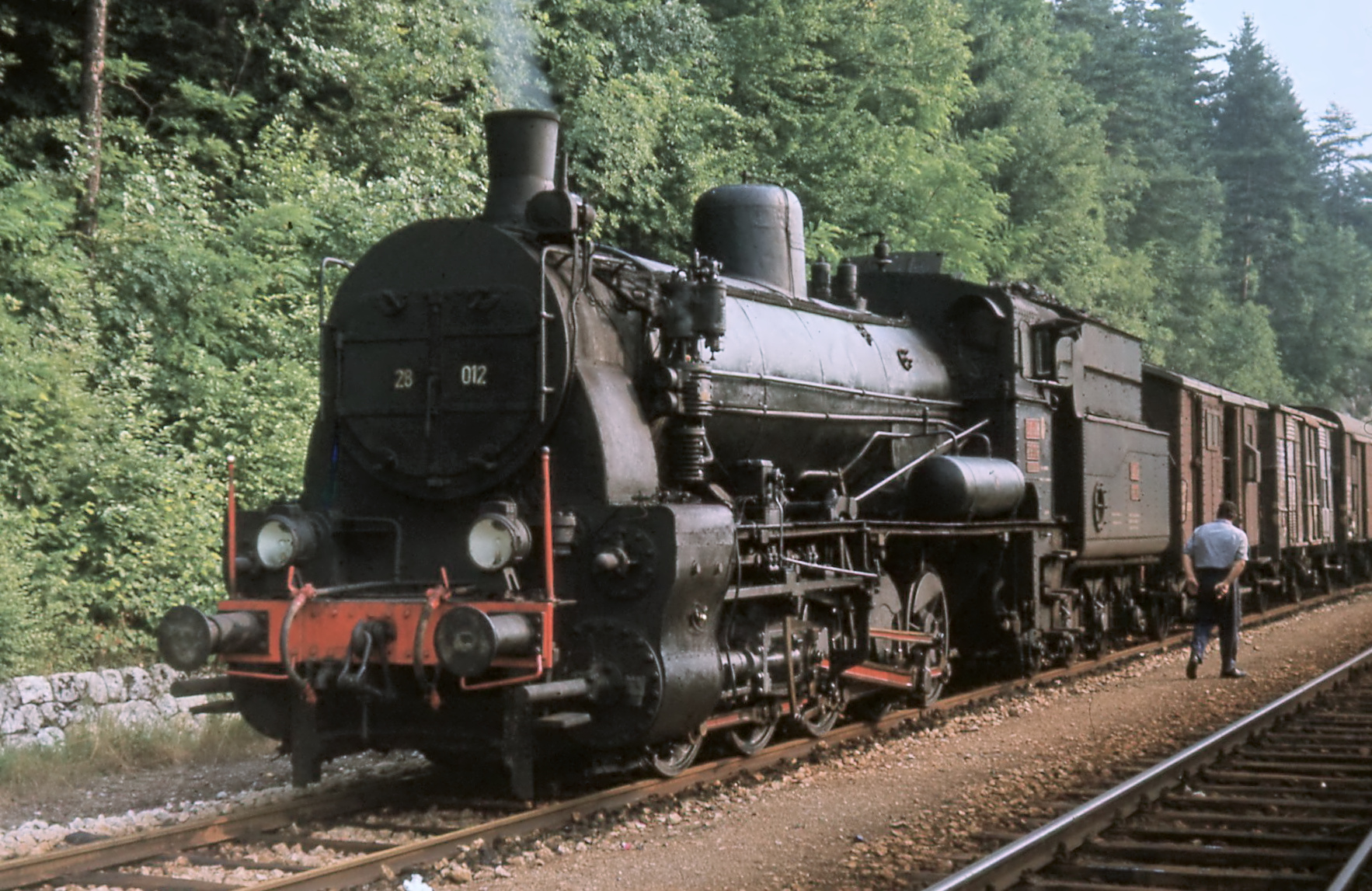
Una Gölsdorf 0-10-0 trabajando en la estación de Bled Jezero en Eslovenia (1971)

En 1899, Karl Gölsdorf introdujo para los Ferrocarriles Estatales de Austria su famosa clase 180.00, una 0-10-0 para regiones montañosas con una carga por eje notablemente baja. Utilizó el sistema de ejes Gölsdorf y, inusualmente, tenía la tracción en el cuarto eje. La clase existió tanto como motor de expansión simple como como motor compuesto de dos cilindros, y posteriormente se empleó en Yugoslavia, Checoslovaquia, Rumanía y Francia.
Canadá
Tres locomotoras 0-10-0 eran propiedad del Canadian Pacific Railway.
China
Dieciséis locomotoras 0-10-0 de vía estrecha  (de 600 mm (1' 113/5")), construidas por Baldwin Locomotive Works de 1924 a 1929, permanecieron operativas en el Ferrocarril Yunnan-Kopei hasta 1990.
Finlandia
La Clase VR Vr3 0-10-0T estaba numerada en el rango del 752 al 756, y eran conocidas con el apodo de Gallo. La primera locomotora se encargó en 1924 a Hanomag en Alemania. La máquina n.º 755 se conserva en el Museo del Ferrocarril Finlandés.
Alemania

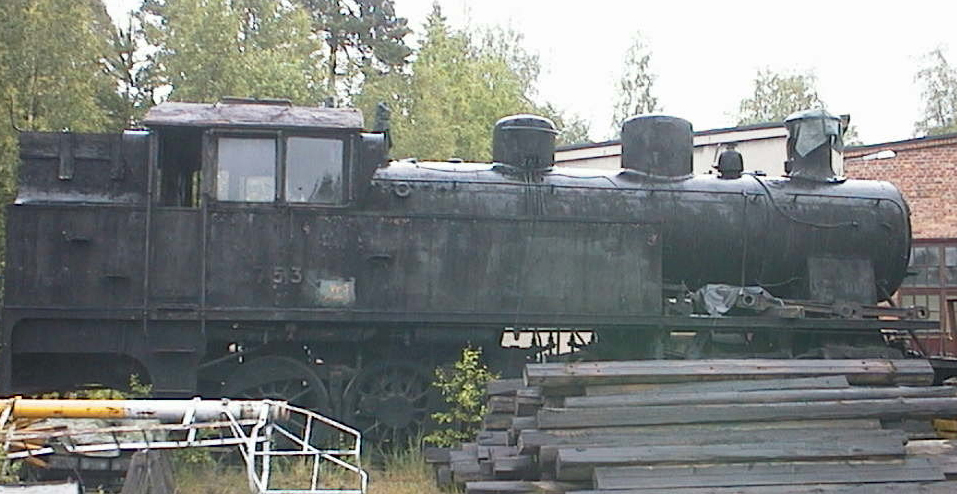
VR Clase Vr3 no. 753, almacenada en Haapamäki (Finlandia)

El tipo 0-10-0 se hizo popular en Alemania. Entre 1905 y 1915 aproximadamente, se construyeron varios tipos de locomotoras auxiliares de mercancías con esta disposición, después de lo cual se abandonó este diseño en favor de las máquinas del tipo 2-10-0. Las locomotoras alemanas posteriores de este tipo fueron locomotoras con cisterna, incluidas las clases BR82, BR87, BR940, BR941, BR942-4, BR945-17, BR9419-21 y BR975.
Indonesia

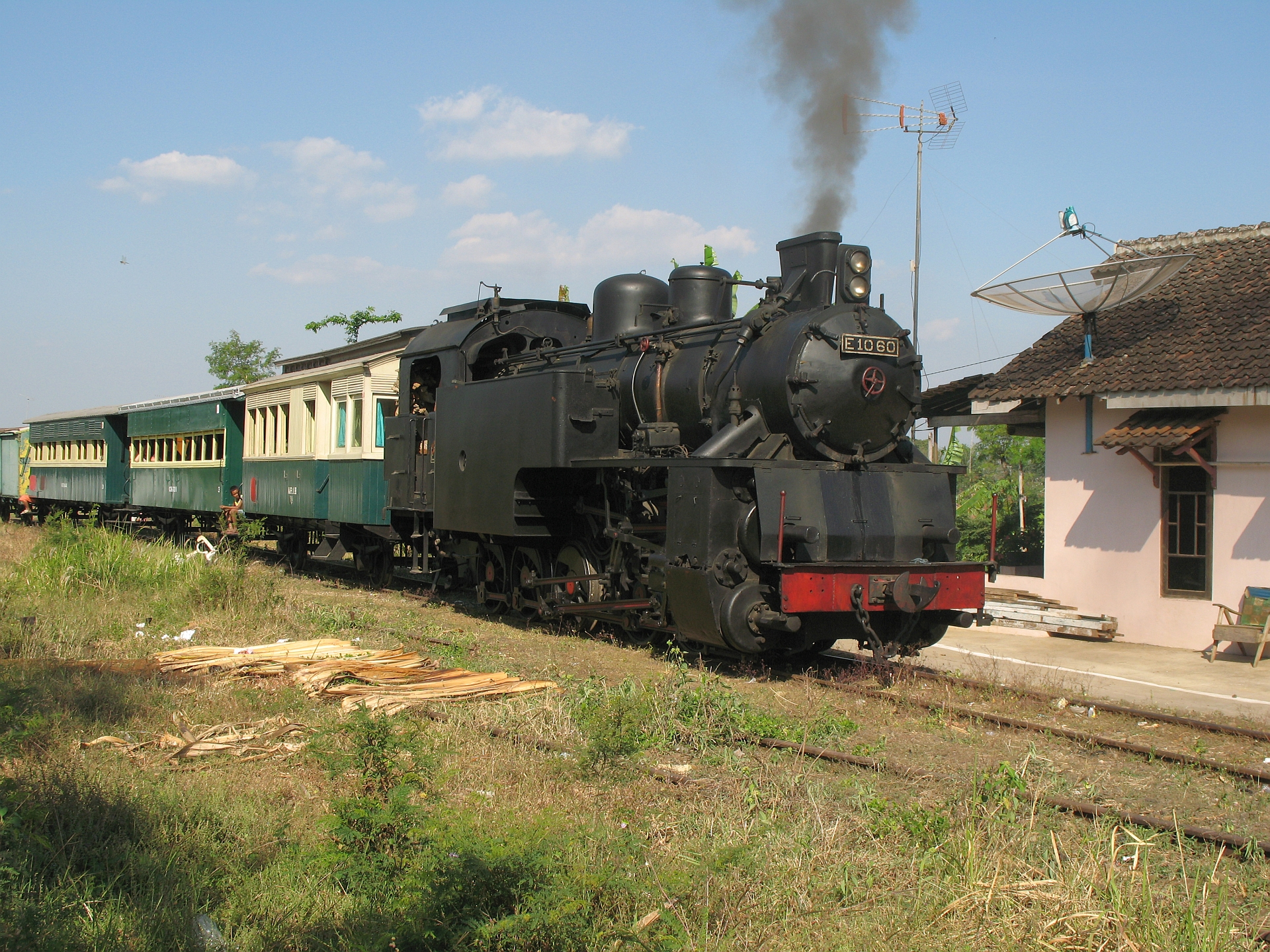
Locomotora decápoda en Indonesia

El Westkust (SSS) de Staatspoorwegen ter Sumatara construyó una línea ferroviaria en la costa oeste de Sumatra desde 1887 hasta 1896. Este ferrocarril solía transportar productos desde las minas de carbón de Ombilin hasta el puerto de Teluk Bayur en Padang. Un terreno escarpado con pendientes de hasta el 8% requería una locomotora de gran potencia. La E10 era una locomotora de vapor con tanque de cremallera empleada en Sumatra Occidental, de las cuales 22 fueron construidas entre 1921 y 1928 por Esslingen en Alemania y SLM (Schweizerische Lokomotiv-und Maschinenfabrik) en Suiza. La E10 disponía de cuatro cilindros, con dos cilindros dedicados a impulsar los engranajes del sistema de cremallera.
La clase E10 finalmente estuvo compuesta por 39 locomotoras, de las que las últimas siete máquinas fueron construidas en 1967 por Nippon Sharyo, siendo las últimas locomotoras de vapor construidas por esta empresa. La clase se utilizó en servicio regular hasta mediados de la década de 1980.
Japón

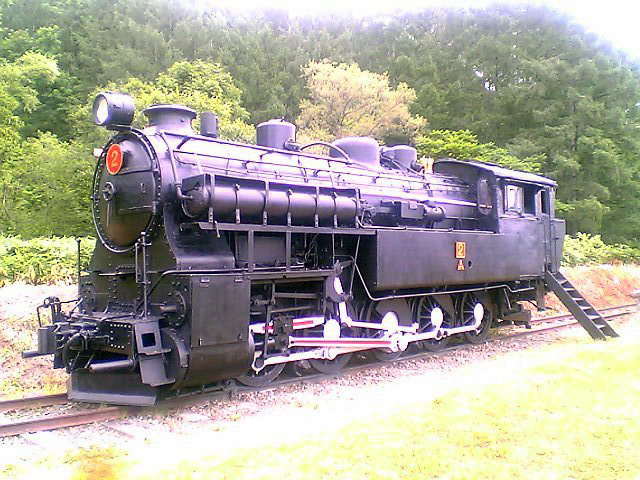
Antigua JNR Clase 4110 0-10-0, conservada en Hokkaido, Japón, 2005

En 1912 se importaron a Japón cuatro locomotoras 4100 Clase 0-10-0T, numeradas del 4100 al 4103 y construidas por Krauss-Maffei en Alemania. Basadas en este diseño, entre 1914 y 1917 se construyeron en Japón un total de 39 locomotoras 4110 Clase 0-10-0T, numeradas del 4110 al 4148.
Los últimos miembros de la clase fueron retirados del servicio en el JNR en 1950, pero algunos fueron vendidos a ferrocarriles de carga privados y permanecieron en servicio hasta 1971. Cuatro de las locomotoras fueron enviadas a la península de Corea en 1938, pero se desconoce su destino posterior.
Rusia

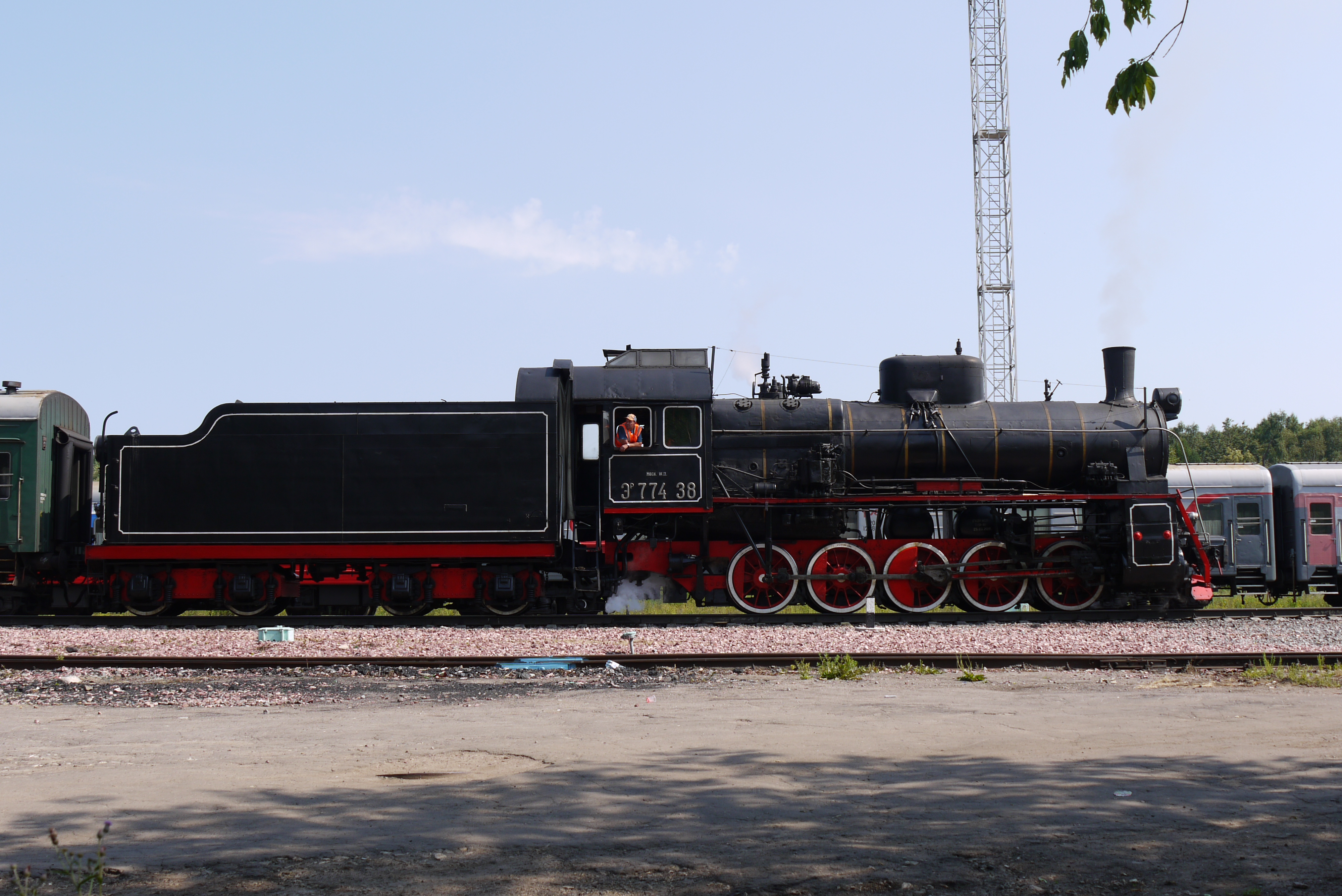
Er 774 38 0-10-0, un vapor especial en Moscú (11 de julio de 2010)

La locomotora del tipo 0-10-0 fue la principal máquina de mercancías estándar en Rusia, y se fabricó en grandes cantidades. La Clase E (en cirílico Э, que no debe confundirse con la Clase Е), estaba compuesta por varias subclases, todas desarrolladas a partir de la misma máquina básica original. Las subclases incluyeron las denominaciones E, Em, Eg, Esh, Eu y Er.

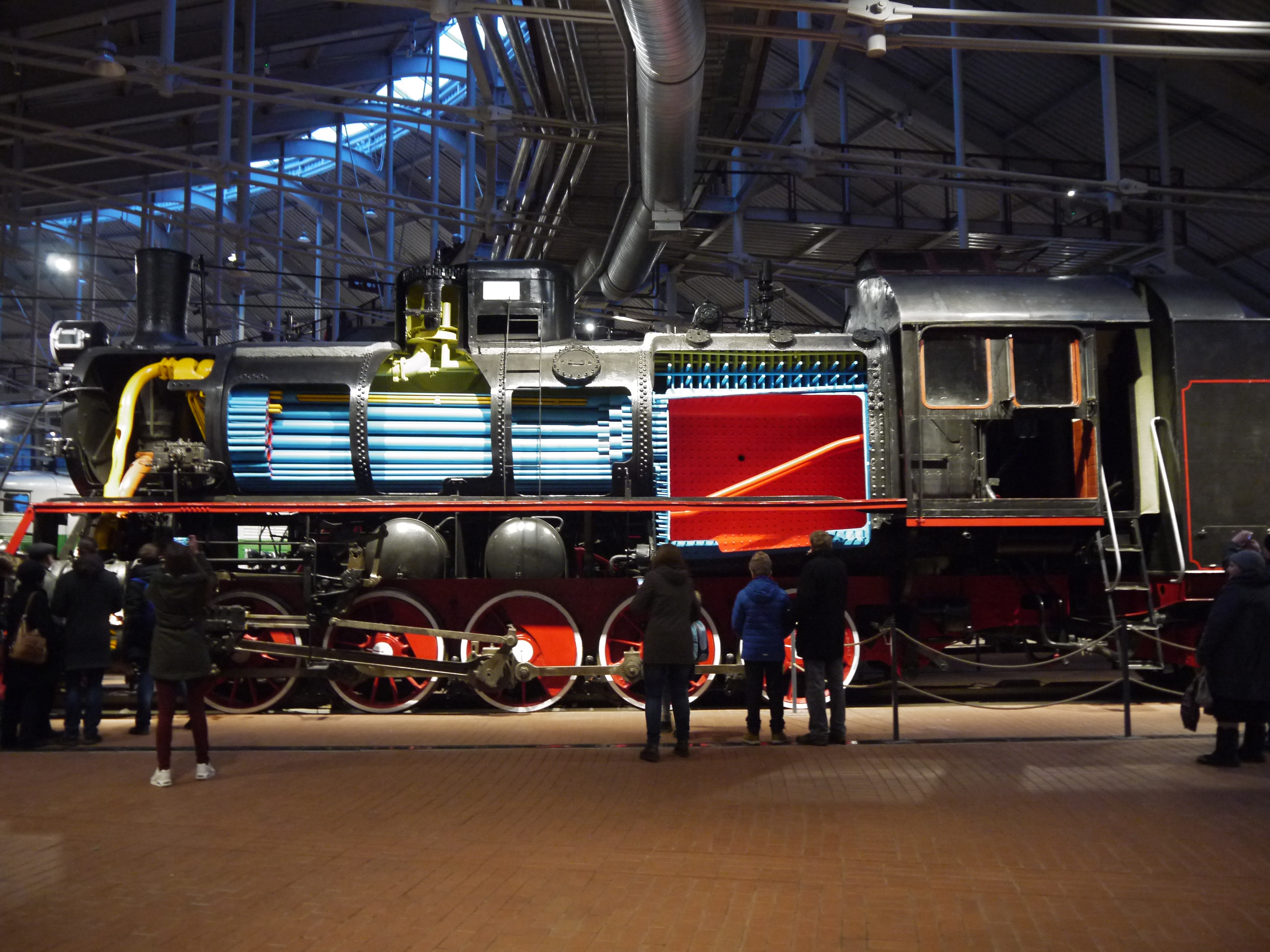
Locomotora rusa Er 791-81 en el Museo del Ferrocarril Ruso de San Petersburgo

Varios modelos de las clases Em y Eg recibieron ténderes con equipos de condensación para trabajar en zonas donde el suministro de agua era escaso, designados clases Emk y Egk respectivamente. Sin embargo, estas locomotoras eran experimentales y el ténder de condensación se utilizó principalmente en las locomotoras de la serie 2-10-0 SO19.
La Clase E se convirtió en la locomotora más numerosa del mundo, con alrededor de 11.000 unidades fabricadas en Rusia y otros países como Checoslovaquia, Alemania, Suecia, Hungría y Polonia. Esta clase superó con creces incluso a la serie de máquinas alemanas DRB Clase 52 2-10-0 Kriegslok. Finalmente, fueron reemplazadas por la Clase SO 2-10-0 (que puede considerarse un desarrollo posterior de la Clase E), la Clase L 2-10-0 y la clase FD 2-10-2. A pesar de ser progresivamente reemplazadas, las unidades en servicio no se dieron de baja por completo, y la clase fue ampliamente utilizada hasta el final de su vida útil en Rusia.
África Sudoccidental

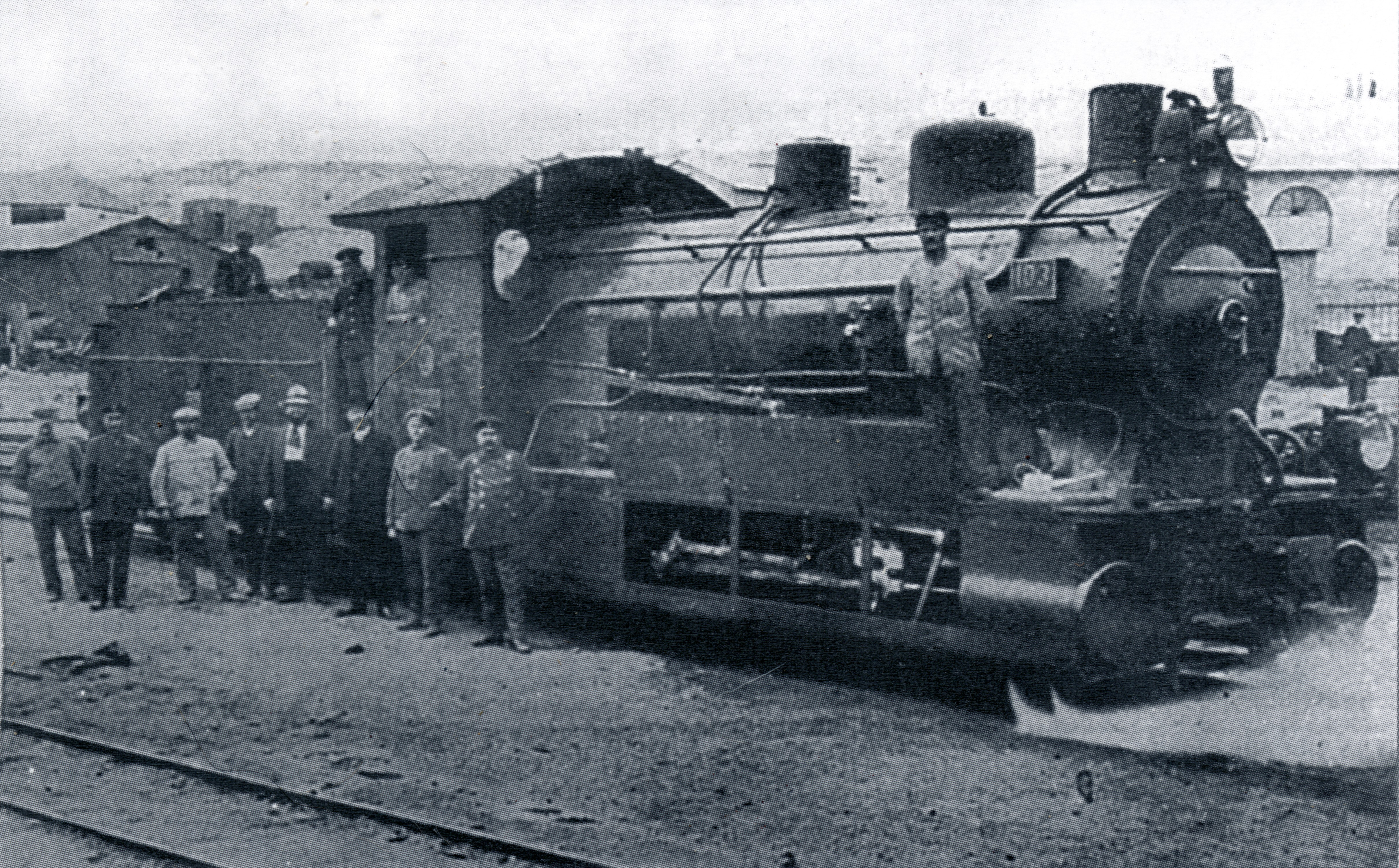
DSWA 0-10-0 no. 103, c. 1911

En 1911, el Lüderitzbucht Eisenbahn (ferrocarril Lüderitzbucht) en el África del Sudoeste alemana (en alemán: Deutsch-Südwest-Afrika) puso en servicio seis locomotoras Decápodo 0-10-0, construidas en 1910 por Henschel & Son para una colonia francesa en África. Sin embargo, los inspectores franceses rechazaron estas máquinas y el gobierno alemán las compró por 2.000 libras esterlinas cada una en 1911, en nombre de la empresa Lüderitzbucht-Gesellschaft, que arrendó el Lüderitzbucht Eisenbahn y compartió las ganancias con el gobierno.
Para protegerlas de la arena arrastrada por el viento en el desierto del Namib, tenían placas protectoras dispuestas a lo largo de toda la locomotora, con bisagras en el estribo para permitir el acceso a los mecanismos del movimiento. Las locomotoras se pusieron en servicio en la línea Südbahn desde Lüderitzbucht pasando por Seeheim hasta Kalkfontein, donde formaron la base de la fuerza motriz. Ninguna de estas máquinas sobrevivió a la Primera Guerra Mundial. 
Taiwán
Una locomotora de vapor de esta configuración tenía como único propósito de empujar a los trenes de pasajeros hasta la estación de mayor altitud, 勝興, en Taiwán.
Tailandia
Dos locomotoras de vapor Hanomag 0-10-0, números 401 y 402, se importaron de Alemania en 1913 para prestar servicio en Siam y se utilizaron en ancho estándar. En 1924 se transformaron para trabajar en vías de ancho métrico.
Reino Unido

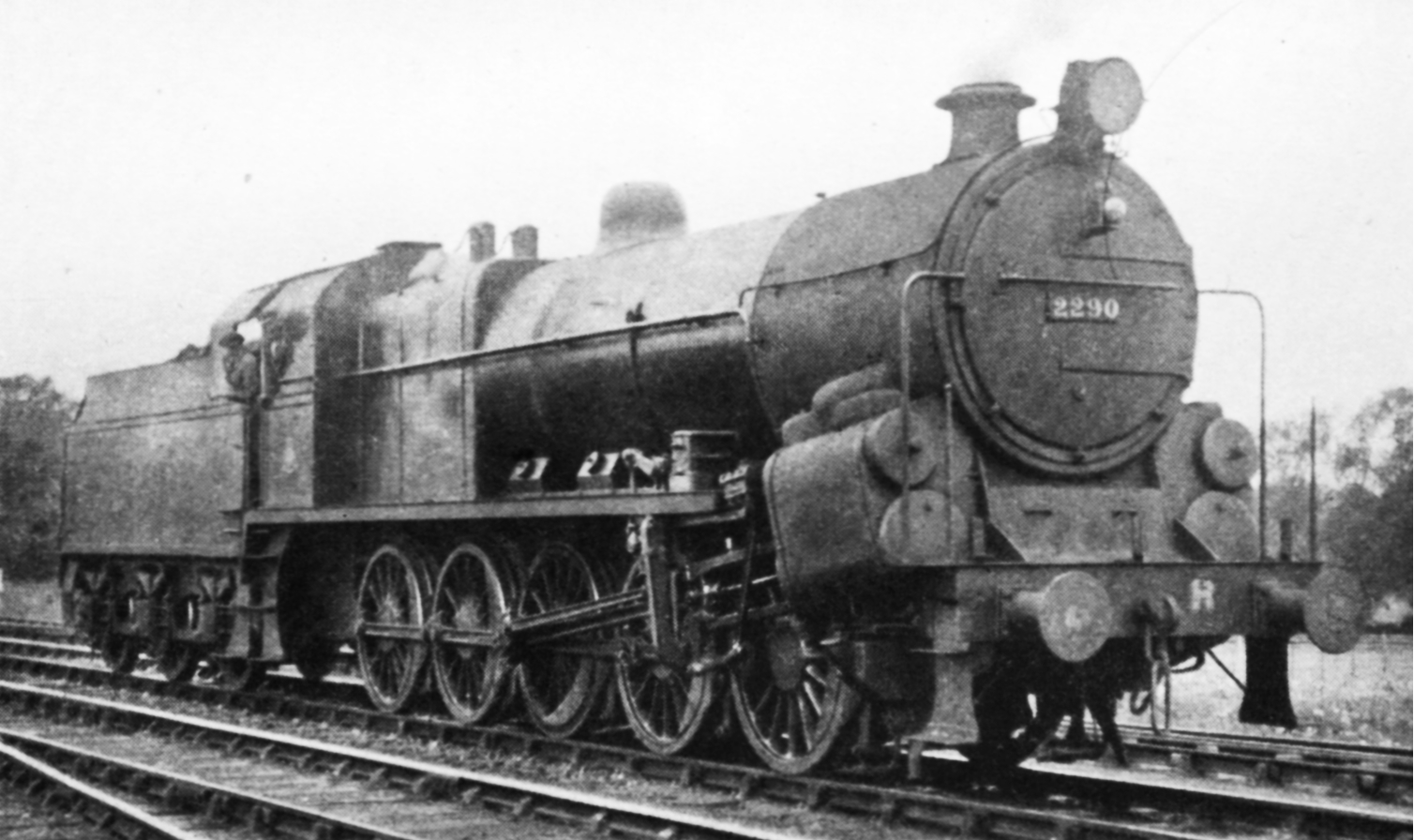
MR 0-10-0 Lickey Banker

Sólo dos locomotoras 0-10-0 entraron en servicio en los ferrocarriles británicos. Una era un prototipo de locomotora con cisterna suburbana, construida por James Holden para el Great Eastern Railway en 1902 y llamada Decapod. La otra era una locomotora ténder, n.º 2290, construida por el Ferrocarril de Midland en 1919, específicamente para su uso como locomotora de refuerzo para remontar la rampa de Lickey.
Estados Unidos

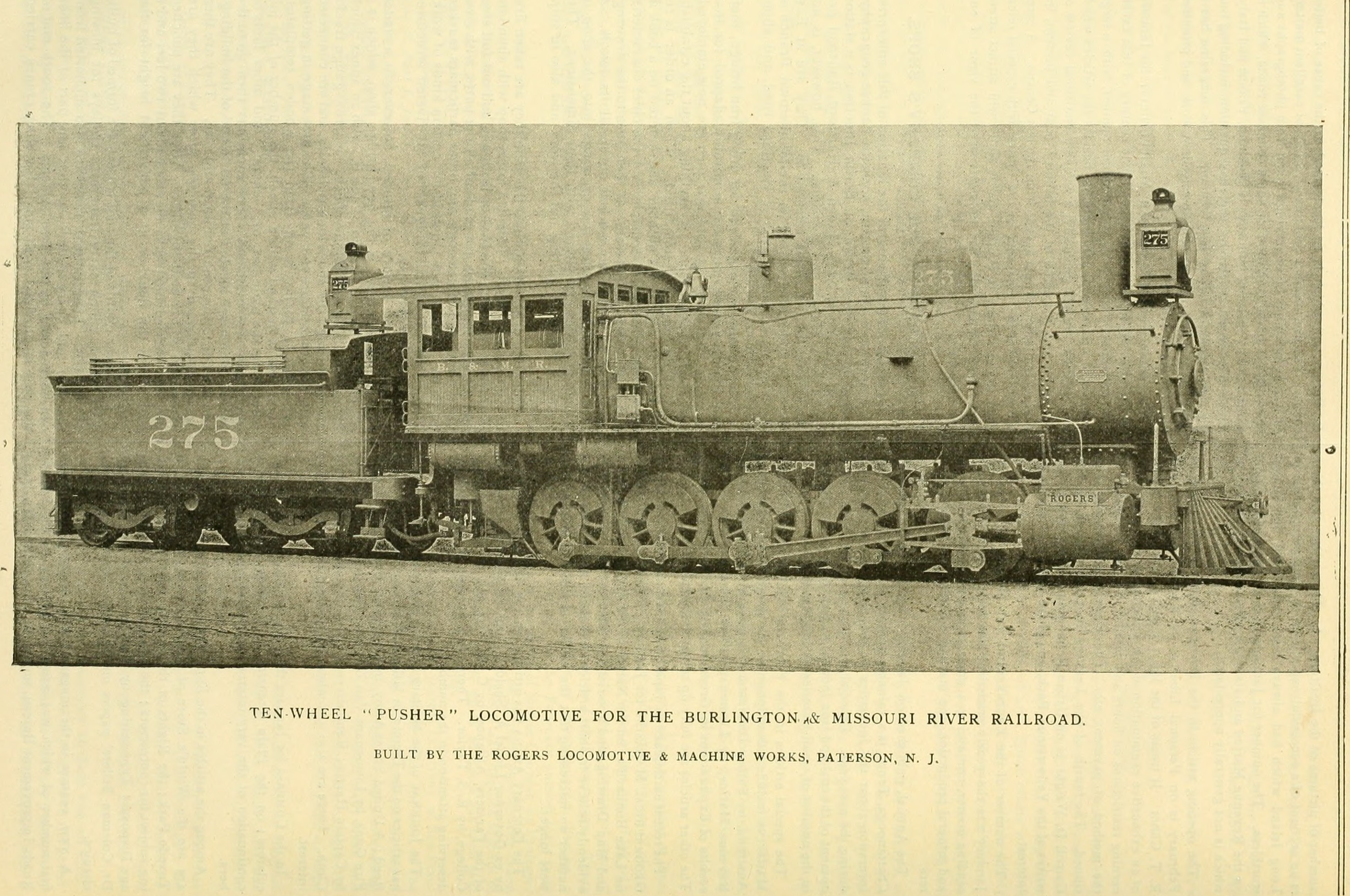
Locomotora 0-10-0 empujadora del Ferrocarril de Burlington & del Río Missouri, c. 1893

La configuración 0-10-0 no fue muy popular en los Estados Unidos y en Norteamérica en general, y probablemente se construyeron menos de setenta unidades de este tipo. Para los trabajos de maniobra se preferían locomotoras 0-8-0 de gran tamaño, y cuando se requerían más de cuatro ejes motrices, se preferían locomotoras articuladas, como las 0-6-6-0 y las 0-8-8-0 Mallet. En las líneas principales, se prefería el diseño 2-10-0, favorecidas por estabilidad adicional aportada por su bogíe delantero; o bien las máquinas de los tipos 2-10-2 o 2-10-4, con el espacio necesario para disponer cámaras de combustión más grandes.
La primera 0-10-0 de Estados Unidos se construyó para dar servicio en Madison Hill que, con una rampa del 5,89%, tiene la pendiente de ancho estándar más pronunciada del país. Era una locomotora cisterna, diseñada en 1868 por Reuben Wells para el ferrocarril de Jeffersonville, Madison e Indianápolis y que llevaba el nombre de su diseñador. La Reuben Wells se exhibe en el Museo de los Niños de Indianápolis. Mide 35 pies (10 668 mm) de largo y pesa 55 toneladas. 

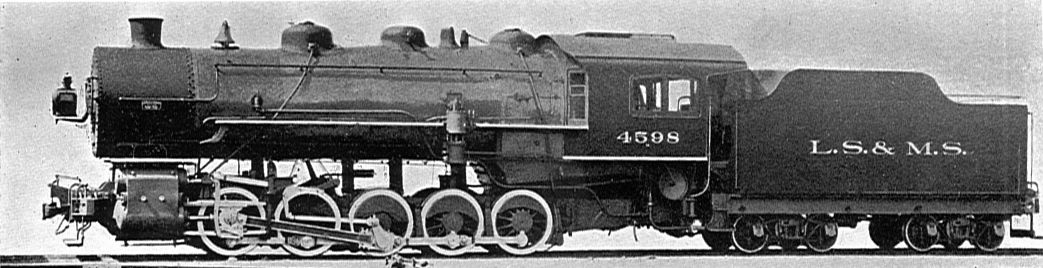
Locomotora 0-10-0 del Lake Shore and Michigan Southern Railway (1907)

Posteriormente, se entregaron versiones 0-10-0 en 1891 a la St. Clair Tunnel Company para transportar trenes entre Sarnia, Ontario y Port Huron, Míchigan. Las siguientes fueron una serie de 21 locomotoras para el Ferrocarril Central de Nueva York y sus subsidiarias para trabajar en haces de vías de mercancías. Otras siete fueron propiedad de Ferrocarril Central de Illinois, quince del Ferrocarril de Chesapeake y Ohio, dos del Ferrocarril de Baltimore y Ohio, y cuatro, las más pesadas construidas, del Ferrocarril de Duluth, Missabe e Iron Range.